# Plagiognathus lonicerae
Plagiognathus lonicerae är en insektsart som beskrevs av Schuh 2001. Plagiognathus lonicerae ingår i släktet Plagiognathus och familjen ängsskinnbaggar. Inga underarter finns listade i Catalogue of Life.